# 阎村镇 (北京市)
阎村镇，是中华人民共和国北京市房山區下辖的一个镇。

## 名称
阎村也称沿村、闫村，其名称来源存在多种说法，其一是明朝永乐年间涿州八户阎姓人家至此定居，另一说法是早年村中有一宽河沟，村落因位于沟沿两侧而称“沿村”，又因阎姓始居而称“阎村”。

## 行政区划
阎村镇下辖以下地区：
梨园东里社区、消防器材厂社区、桥梁厂社区、大紫草坞村、小紫草坞村、前沿村、后沿村、张庄村、公主坟村、北坊村、南坊村、吴庄村、焦庄村、大董村、小董村、西坟村、开古庄村、南梨园村、二合庄村、大十三里村、小十三里村、后十三里村、肖庄村、元武屯村和炒米店村。